# 390 Aljma
390 Aljma je asteroid iz asteroidnog pojasa s dijametrom od oko 24 km. 390 Aljma je jedini asteroid koji je otkrio francuski astronom Guillaume Bigourdan. Asteroid je nazvan po krimskoj rijeci Aljmi.